# Фаро
Фаро (порт. Faro), или Фару, је значајан град у Португалији, смештен у њеном јужном делу. Град је седиште истоименог округа Фаро, где чини једну од општина. Град је и историјско средиште области Алгарве.
Фаро је средиште португалског летњег туризма. Град има аеродром, луку, марину и железничку станицу што га чини веома доступним туристима.
Град је био један од домаћина Европског првенства у фудбалу 2004. године, а за ту прилику је изграђен нови стадион са 30.000 места. Град има и свој универзитет.

## Географија
Град Фаро се налази у крајње јужном делу Португалије и то је најјужнији град у копненом делу државе. Од главног града Лисабона град је удаљен 280 km јужно, а од Портоа град 550 km јужно.
Рељеф: Фаро се развио у подручју Алгарве, најјужнијем делу копнене Португалије. Испред града се налази пространа лагуна Рија Фромоза, док се у залеђу налази ниска и плодна приобална равница.
Клима: Клима у Фароу је изразита средоземна, са веома мало падавина.
Воде: Фаро се налази на Атлантском океану, али од отвореног мора одвојен лагуном Рија Фромоза.

## Историја
Подручје Фароа насељено још у време праисторије. После тога град је имао тешко раздобље раног средњег века, када се сменило више владара. Град је коначно дошао поново у хришћанске руке 1249. године. Када је насеље добило градска права 1540. године почео је брз развој града. Последњих деценија Фаро, као и цео Алгарве, су у процвату захваљујући туризму.

## Становништво
| 1960.  | 1970.  | 1981.  | 1991.  | 2001.  | 2011.  |
| ------ | ------ | ------ | ------ | ------ | ------ |
| 35 651 | 30 973 | 45 109 | 50 761 | 58 051 | 64 560 |

По последњих проценама из 2008. године општина Фаро има око 59 хиљада становника, од чега око 42 хиљаде живи на градском подручју. 
Последњих година број становника у граду брзо расте.

## Партнерски градови
- Малага
- Тангер
- Праја
- Макао
- Бајон
- Уелва
- Болама
- Принципе
- Пасау

## Галерија
- Марина у Фароу
- Градска кућа Фароа
- Зграда окружне управе
- Градска саборна црква